# Acolia

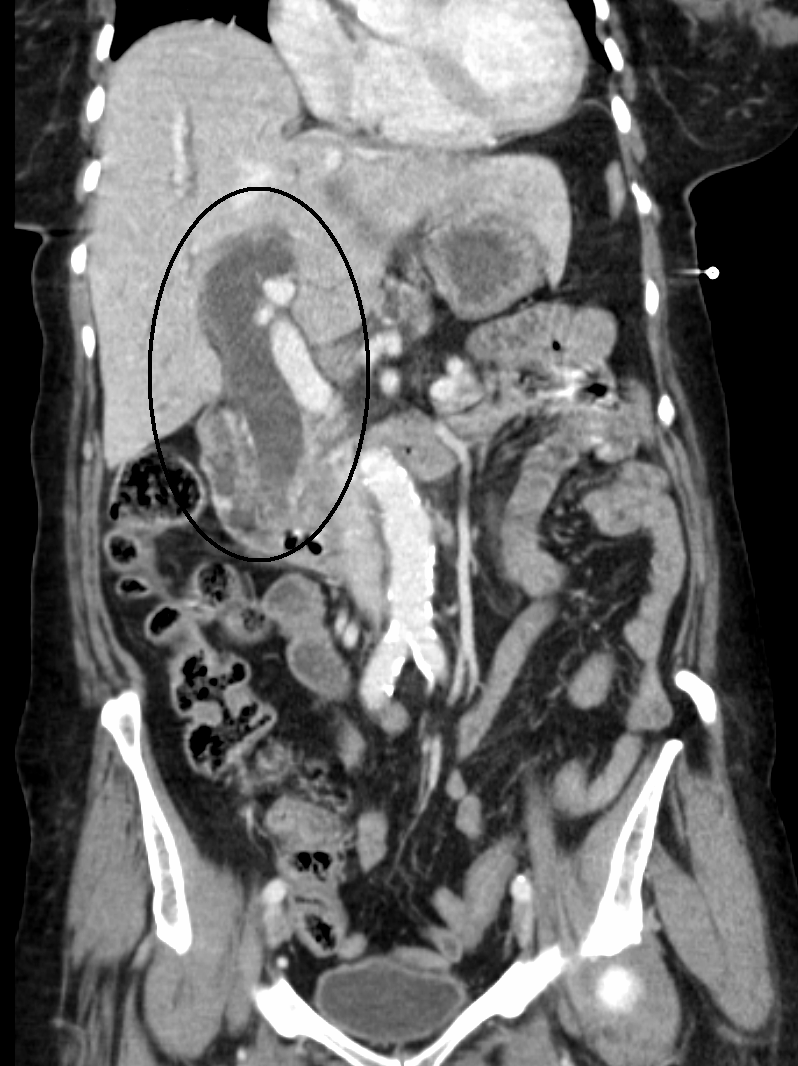
Vias biliares dilatadas por obstrução.

Acolia (do grego antigo ἄχολος, a- sem, chole, bile) é um termo médico para a ausência de bile. Sua característica mais marcante é resultar em fezes brancas por falta de estercobilina. A bile impedida de sair é reabsorvida no sangue causando de pele amarelada (icterícia) e coceira. Caso não seja tratada em alguns dias, a intoxicação com a bile induz hemorragias na pele e membranas mucosas, delirium e coma.

## Bile
A bile é constituída por colesterol, bicarbonato, íons (Na+, K+, Ca++, Cl-) e derivados da bilirrubina:
Bilirrubina Directa → Urobilinogênio → Urobilina → Estercobilina

## Causas
Causas possíveis de acolia incluem:
- Hepatite alcoólica
- Cirrose biliar
- Medicamentos
- Hepatite viral
- Obstrução das vias biliares por:
  - Cálculos biliares (pedra na vesícula biliar)
  - Cistos
  - Tumores benignos do fígado, sistema biliar ou pâncreas
  - Estenose
  - Colangite esclerosante
  - Problemas estruturais no sistema biliar presentes desde o nascimento (congênitos)